# Żleb Pronobisa

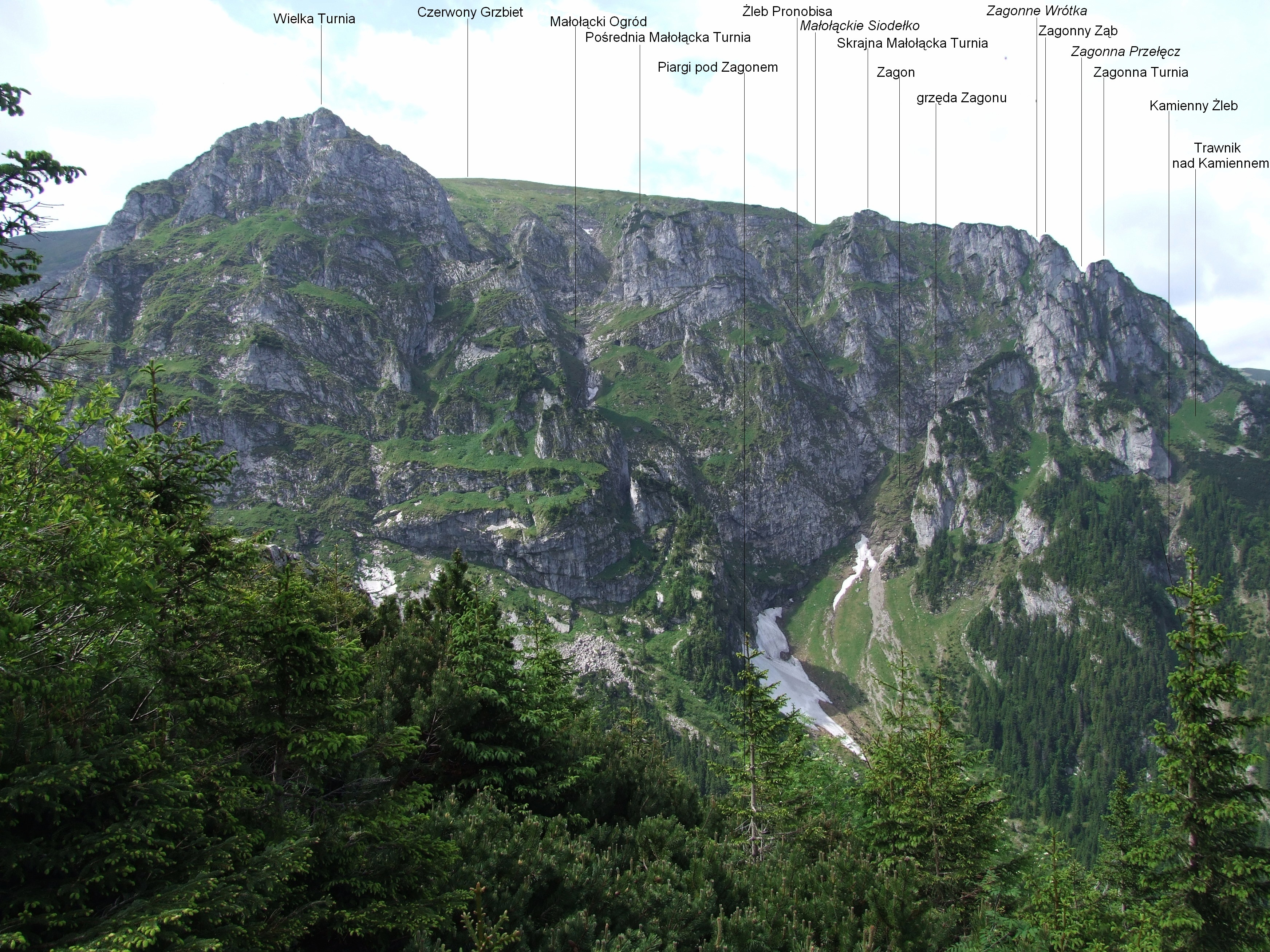
Widok od północno-wschodniej strony

Żleb Pronobisa – wybitny i głęboki żleb w Dolinie Małej Łąki w polskich Tatrach Zachodnich. Opada z Czerwonego Grzbietu do Zagonu, kilkadziesiąt metrów powyżej Piargów pod Zagonem. Jego koryto oddziela Pośrednią Małołącką Turnię od Skrajnej Małołąckiej Turni. Najbardziej stroma jest jego dolna część; do wysokości ok. 120 m żleb tworzą bardzo strome płyty. Wyżej żleb jest mniej stromy i łatwiejszy do przejścia. W górze rozgałęzia się na dwie odnogi podchodzące pod dwie przełączki w północno-zachodniej grani Małołączniaka:Kobylarzowe Siodełko i Małołąckie Siodło. Żleb Pronobisa ma jedną orograficznie prawą odnogę – żlebek opadający z Pośredniego Małołąckiego Siodła.
W żlebie znajduje się kilka niewielkich jaskiń, m.in. Zawalony Schron.
Nazwa żlebu pochodzi od taternika Marka Pronobisa, który w tym rejonie przeszedł wiele dróg wspinaczkowych. 6 lutego 1976 wraz z Wojciechem Dzikiem jako pierwsi przeszli żlebem (przejście zimowe, letniego przejścia brak). Ocenili przejście na V stopień w skali trudności UIAA.